# Lina Heydrich
Pour les articles homonymes, voir Heydrich (homonymie) et Osten.
 (février 2021).
Si vous disposez d'ouvrages ou d'articles de référence ou si vous connaissez des sites web de qualité traitant du thème abordé ici, merci de compléter l'article en donnant les références utiles à sa vérifiabilité et en les liant à la section « Notes et références ».
Lina Heydrich, née von Osten le 14 juin 1911 sur l'île de Fehmarn (en mer Baltique dans le Schleswig-Holstein), où elle est morte le 14 août 1985, est l’épouse de Reinhard Heydrich, un des plus hauts responsables de la police du Troisième Reich, adjoint direct de Heinrich Himmler.
Elle affirme qu'elle n’a jamais rien su des crimes dont son mari était responsable, lorsqu'il était chef du RSHA.
Quatre enfants sont nés de leur mariage.

## Biographie
Lina von Osten est la fille d'un instituteur, membre de la petite noblesse allemande.
Lina von Osten rejoint le NSDAP en 1929, après avoir assisté à un discours d’Adolf Hitler. Son numéro de membre est 1201380. Elle est une fervente nazie.
Elle rencontre Heydrich, alors lieutenant de marine, le 6 décembre 1930 lors d'un gala organisé par un club d'aviron de Kiel. L'attirance est telle qu'ils se fiancent dès le 18 décembre. Elle a alors 19 ans, lui en a 26. Peu après, Heydrich est renvoyé de la Reichsmarine pour son mauvais comportement (une « conduite répréhensible ») vis-à-vis d’une autre jeune femme avec laquelle il aurait rompu. En dépit de l'opposition de la famille de Lina à leur idylle, les deux fiancés se marient,dans une petite église de Großenbrode, le 26 décembre 1931.
Lina persuade alors son époux de rejoindre la SS : grâce à Karl von Eberstein, un ami de sa femme, Heydrich rencontre Heinrich Himmler qui le recrute rapidement. Ainsi dès 1931, Heydrich participe aux débuts du nouvel organe de renseignement de la SS, le Sicherheitsdienst en français : « service de sécurité », plus connu sous son sigle « SD ».
Lina a ensuite affirmé que son époux n'avait alors jamais lu Mein Kampf.
Lina donne naissance à Klaus le 17 juin 1933 et à Heider le 23 décembre 1934. Malgré plusieurs différends, le couple, qui envisage un temps le divorce, se réconcilie, notamment autour d'une troisième enfant, Silke, née le 9 avril 1939. Leur quatrième et dernier enfant est Marte, née le 23 juillet 1942, soit un mois et demi après la mort de Heydrich à Prague.
De juin 1942 à avril 1945, Lina Heydrich habite toujours le château de Jungfern-Breschnan, près de Prague, qu'elle fait notamment entretenir par des détenus extraits du camp de concentration de Theresienstadt, situé à une cinquantaine de kilomètres au nord.
C'est dans le parc du château qu'elle fait inhumer son fils Klaus, tué le 24 octobre 1943 dans un accident de la route, en présence d'Himmler. Lors de la fuite devant les troupes soviétiques, elle réquisitionne les services du conducteur de car impliqué dans l'accident mortel de son fils[réf. souhaitée], dont la Gestapo avait pourtant déclaré qu'il n'avait aucune responsabilité dans la mort de Klaus : celui-là disparaît lors du voyage.
Poursuivie et condamnée lors du processus de dénazification en Allemagne, Lina Heydrich enchaîne les procédures pour se voir finalement disculpée. Elle intente ensuite procès sur procès pour finalement obtenir une pension, sur la base d'un jugement déclarant Reinhard Heydrich victime d'un acte de guerre.
En 1965, elle rencontre, lors d'un voyage en Finlande, Mauno Mannigen, un directeur de théâtre, avec qui elle se marie. Elle continue de percevoir une pension de l'État allemand et gère l'ancienne résidence secondaire de Reinhard Heydrich, dans l'île de Fehmarn, transformée en auberge-restaurant, jusqu'à son incendie en 1969. En 1976, elle écrit ses Mémoires : Ma vie avec un criminel de guerre (Leben mit einem Kriegsverbrecher).
Après avoir défendu la mémoire de son mari dans la presse et à travers ses mémoires, allant jusqu’à affirmer à maintes reprises qu'il n'avait eu aucune part de responsabilité dans l'extermination des Juifs, elle meurt sur son île natale de la mer Baltique en 1985, âgée de 74 ans.